# کهنه قبرستان
کهنه قبرستان در شهرستان بوئین‌زهرا، بخش آوج، روستای نیریج واقع شده و این اثر در تاریخ ۱۰ مهر ۱۳۸۰ با شمارهٔ ثبت ۴۱۰۶ به‌عنوان یکی از آثار ملی ایران به ثبت رسیده است.